# Willem Lodewijkpassage

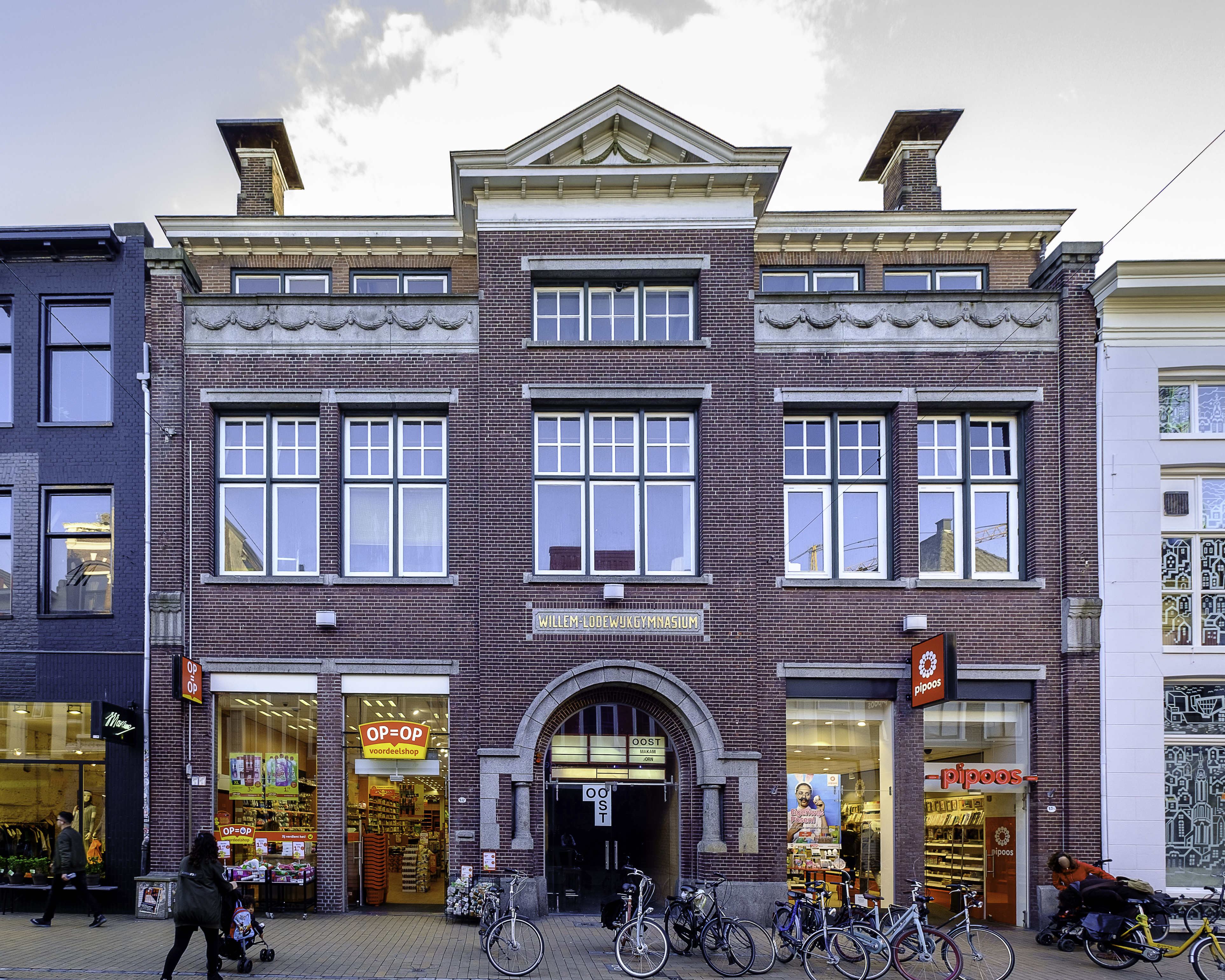
Voormalig gebouw van het Willem Lodewijk Gymnasium aan de Oosterstraat 11, waarvan de poort toegang gaf tot de passage.

De Willem Lodewijkpassage was een overdekte winkelpassage in de stad Groningen die de Oosterstraat verbond met de Gelkingestraat.
De passage werd in de jaren zeventig van de twintigste eeuw gebouwd als uitvloeisel van de nota Doelstellingen Binnenstad 1972. Daartoe haalde wethouder Max van den Berg de Duitse architect Hans Latta naar Groningen. Van den Berg had in Oldenburg soortgelijk werk van Latta gezien en was daarvan onder de indruk geraakt. De passage begon in de Oosterstraat met een doorgang door het voormalige pand van het Willem Lodewijk Gymnasium en dankt daaraan haar naam. In de passage waren kleine winkeltjes gevestigd. De voornaamste trekpleister was evenwel het City Theater, een bioscoop die in 1974 werd geopend als jongste telg van de NV City Film
De passage was smal en donker. De herbergzaamheid van de passage voldeed alleen als schuilplaats voor het gajes. Vanwege de voortdurende leegstand had de brave burger hier weinig te zoeken. De bioscoop sloot in 1997 zijn deuren. De eigenaar zocht jarenlang naar een nieuwe bestemming tot het pand in april 2007 werd gekraakt. Niet veel later werd de gehele passage gesloten.
In een voormalig deel van het gymnasium opende in 2016 het undergroundpodium De Gym en vlak ernaast zit sinds 2014 homocafé-club De Kast, dat voor keukenvoorzieningen verbonden is met het grote cafécomplex De Drie Gezusters aan de Grote Markt. Vanuit de Oosterstraat zijn deze uitgaansgelegenheden bereikbaar via een steeg.